# Paprat
Paprat (lat. Dryopteris), rod paprati iz porodice papratki (Dryopteridaceae), red Polypodiales, preko 400 vrsta. Ime dolazi po šumskim nimfama Drijadama koje su živjele u hrastovim stablima, odnosno od grčkog drys, hrast, šuma i pterys, paprat.

## Vrste
1. Dryopteris acutodentata Ching
2. Dryopteris adnata (Blume) Alderw.
3. Dryopteris aemula (Aiton) Kuntze
4. Dryopteris affinis (Lowe) Fraser-Jenk.
5. Dryopteris aitoniana Pic. Serm.
6. Dryopteris alpestris Tagawa
7. Dryopteris alpina Rosenst.
8. Dryopteris ambigens (Nakai) Koidz.
9. Dryopteris amblyodonta J. P. Roux
10. Dryopteris amurensis (Milde) Christ
11. Dryopteris anadroma Mitsuta
12. Dryopteris aneitensis (Hook.) C. Chr.
13. Dryopteris angustifrons (Hook.) Kuntze
14. Dryopteris angustipalea Darnaedi
15. Dryopteris annamensis (Tagawa) Li Bing Zhang
16. Dryopteris antarctica (Baker) C. Chr.
17. Dryopteris anthracinisquama Miyam.
18. Dryopteris apiciflora (Wall. ex Mett.) Kuntze
19. Dryopteris approximata Sledge
20. Dryopteris aquilinoides (Desv.) C. Chr.
21. Dryopteris ardechensis Fraser-Jenk.
22. Dryopteris arguta (Kaulf.) Watt
23. Dryopteris arunachalensis (Fraser-Jenk. & Benniamin) comb. ined.
24. Dryopteris ascensionis (Hook.) Kuntze
25. Dryopteris assamensis (Hope) C. Chr. & Ching
26. Dryopteris athamantica (Kunze) Kuntze
27. Dryopteris atrata (Wall) Ching
28. Dryopteris aurantiaca J. P. Roux
29. Dryopteris austroindica Fraser-Jenk.
30. Dryopteris bamleriana Rosenst.
31. Dryopteris barbigera (Hook.) Kuntze
32. Dryopteris basisora Christ
33. Dryopteris bernieri Tardieu
34. Dryopteris blanfordii (Hope) C. Chr.
35. Dryopteris bodinieri (Christ) C. Chr.
36. Dryopteris bojeri (Baker) Kuntze
37. Dryopteris borreri (Newman) Oberh. & Tavel
38. Dryopteris cacaina Tagawa
39. Dryopteris cambrensis (Fraser-Jenk.) Beitel & W. R. Buck
40. Dryopteris campyloptera (Kunze) Clarkson
41. Dryopteris camusiae Fraser-Jenk.
42. Dryopteris caperata J. P. Roux
43. Dryopteris caroli-hopei Fraser-Jenk.
44. Dryopteris carthusiana (Vill.) H. P. Fuchs
45. Dryopteris caucasica (A. Braun) Fraser-Jenk. & Corley
46. Dryopteris caudipinna Nakai
47. Dryopteris celsa (W. Palmer) Knowlt.
48. Dryopteris chaerophyllifolia (Zippel) C. Chr.
49. Dryopteris championii (Benth.) C. Chr. apud Ching
50. Dryopteris chinensis (Baker) Koidz.
51. Dryopteris christensenae (Ching) Li Bing Zhang
52. Dryopteris chrysocoma (Christ) C. Chr.
53. Dryopteris cicatricata J. P. Roux
54. Dryopteris cinnamomea (Cav.) C. Chr.
55. Dryopteris clarkei (Baker) Kuntze
56. Dryopteris clintoniana (D. C. Eaton) Dowell
57. Dryopteris cochleata (D. Don) C. Chr.
58. Dryopteris cognata (C. Presl) Kuntze
59. Dryopteris commixta Tagawa
60. Dryopteris comorensis (Tardieu) Fraser-Jenk.
61. Dryopteris conjugata Ching
62. Dryopteris conversa Alderw.
63. Dryopteris coreanomontana Nakai
64. Dryopteris corleyi Fraser-Jenk.
65. Dryopteris costalisora Tagawa
66. Dryopteris crassirhizoma Nakai
67. Dryopteris crinalis (Hook. & Arn.) C. Chr.
68. Dryopteris crispifolia Rasbach, Reichst. & Vida
69. Dryopteris cristata (L.) A. Gray
70. Dryopteris cycadina (Franch. & Sav.) C. Chr.
71. Dryopteris cyclopeltidiformis C. Chr.
72. Dryopteris damingshanensis Li Bing Zhang & H. M. Liu
73. Dryopteris daozhenensis P. S. Wang & X. Y. Wang
74. Dryopteris decipiens (Hook.) Kuntze
75. Dryopteris dehuaensis Ching & K. H. Shing
76. Dryopteris deparioides (T. Moore) Kuntze
77. Dryopteris devriesei Rosenst.
78. Dryopteris diacalpioides (Ching) Li Bing Zhang
79. Dryopteris dickinsii (Franch. & Sav.) C. Chr.
80. Dryopteris dicksonioides (Mett. ex Kuhn) Copel.
81. Dryopteris diffracta (Baker) C. Chr.
82. Dryopteris dilatata (Hoffm.) A. Gray
83. Dryopteris dracomontana Schelpe & N. C. Anthony
84. Dryopteris drakei C. Chr.
85. Dryopteris dulongensis (S. K. Wu & X. Cheng) Zhang
86. Dryopteris edwardsii Fraser-Jenk.
87. Dryopteris enneaphylla (Baker) C. Chr.
88. Dryopteris erythrosora (D. C. Eaton) Kuntze
89. Dryopteris erythrovaria K. Hori & N. Murak.
90. Dryopteris esterhuyseniae Schelpe & N. C. Anthony
91. Dryopteris expansa (C. Presl) Fraser-Jenk. & Jermy
92. Dryopteris fadenii Pic. Serm.
93. Dryopteris fangii Ching ex Fraser-Jenk. & Z. R. Wang
94. Dryopteris fatuhivensis E. D. Br.
95. Dryopteris filipaleata J. P. Roux
96. Dryopteris filix-mas (L.) Schott
97. Dryopteris flaccisquama A. Rojas
98. Dryopteris flemingii (Fraser-Jenk.) Fraser-Jenk.
99. Dryopteris formosana (Christ) C. Chr.
100. Dryopteris fragrans (L.) Schott
101. Dryopteris fragrantiformis Tzvelev
102. Dryopteris fructuosa (Christ) C. Chr.
103. Dryopteris fuscipes C. Chr.
104. Dryopteris fuscoatra (Hillebr.) W. J. Rob.
105. Dryopteris futura A. R. Sm.
106. Dryopteris gamblei (Hope) C. Chr.
107. Dryopteris gaoligongensis Z. Y. Zuo, Jin Mei Lu & D. Z. Li
108. Dryopteris gemmifera S. Y. Dong
109. Dryopteris glabra (Brack.) Kuntze
110. Dryopteris glandulosopaleata J. P. Roux
111. Dryopteris goeringiana (Kunze) Koidz.
112. Dryopteris goldieana (Hook.) Gray
113. Dryopteris gonggaensis H. S. Kung, Li Bing Zhang & X. S. Guo
114. Dryopteris gorgonea J. P. Roux
115. Dryopteris grandifrons Li Bing Zhang
116. Dryopteris guanchica Gibby & Jermy
117. Dryopteris guangxiensis S. G. Lu
118. Dryopteris gymnophylla (Baker) C. Chr.
119. Dryopteris gymnosora (Makino) C. Chr.
120. Dryopteris habaensis Ching
121. Dryopteris hadanoi Kurata
122. Dryopteris handeliana C. Chr.
123. Dryopteris hangchowensis Ching
124. Dryopteris hasseltii (Blume) C. Chr.
125. Dryopteris hawaiiensis (Hillebr.) W. J. Rob.
126. Dryopteris hendersonii (Bedd.) C. Chr.
127. Dryopteris herbacea Alderw.
128. Dryopteris heterolaena C. Chr.
129. Dryopteris himachalensis Fraser-Jenk.
130. Dryopteris hirtipes (Blume) Kuntze
131. Dryopteris hondoensis Koidz.
132. Dryopteris huberi (Christ) C. Chr.
133. Dryopteris hypolepioides Rosenst.
134. Dryopteris immixta Ching
135. Dryopteris inaequalis (Schltdl.) Kuntze
136. Dryopteris indonesiana Darnaedi
137. Dryopteris indusiata (Makino) Makino & Yamam.
138. Dryopteris insularis Kodama
139. Dryopteris integriloba C. Chr.
140. Dryopteris intermedia (Muhl. ex Willd.) A. Gray
141. Dryopteris inuyamensis H. Itô
142. Dryopteris iranica Fraser-Jenk.
143. Dryopteris jishouensis G. X. Chen & D. G. Zhang
144. Dryopteris jiucaipingensis P. S. Wang, Q. Luo & Li Bing Zhang
145. Dryopteris juxtaposita Christ
146. Dryopteris karwinskyana (Mett.) Kuntze
147. Dryopteris kashmiriana Fraser-Jenk. & Widén
148. Dryopteris katangaensis J. P. Roux
149. Dryopteris kawakamii Hayata
150. Dryopteris khullarii Fraser-Jenk.
151. Dryopteris kilemensis (Kuhn) Kuntze
152. Dryopteris kinkiensis Koidz.
153. Dryopteris kinokuniensis Kurata
154. Dryopteris knoblochii A. R. Sm.
155. Dryopteris koidzumiana Tagawa
156. Dryopteris komarovii Kossinsky
157. Dryopteris kominatoensis Tagawa
158. Dryopteris kwanzanensis Tagawa
159. Dryopteris labordei (Christ) C. Chr.
160. Dryopteris lacera (Thunb.) Kuntze
161. Dryopteris lachoongensis (Bedd.) B. K. Nayar & Kaur
162. Dryopteris lacunosa S. Jess., Zenner, Chr. Stark & Bujnoch
163. Dryopteris lepidopoda Hayata
164. Dryopteris lepidorachis C. Chr.
165. Dryopteris lepinei (Kuhn) Kuntze
166. Dryopteris leucorhachis (Cheeseman) C. Chr.
167. Dryopteris lewalleana Pic. Serm.
168. Dryopteris liangkwangensis Ching
169. Dryopteris liboensis P. S. Wang, X. Y. Wang & Li Bing Zhang
170. Dryopteris loxoscaphoides (Baker) C. Chr.
171. Dryopteris ludens (Baker) C. Chr.
172. Dryopteris ludoviciana (Kunze) Small
173. Dryopteris lunanensis (Christ) C. Chr.
174. Dryopteris lustrata (Hieron.) C. Chr.
175. Dryopteris macrochlamys (Fée) Fraser-Jenk.
176. Dryopteris macrolepidota Copel.
177. Dryopteris macropholis Lorence & W. L. Wagner
178. Dryopteris mangindranensis Tardieu
179. Dryopteris manipurensis (Bedd.) C. Chr.
180. Dryopteris manniana (Hook.) C. Chr.
181. Dryopteris marginalis (L.) Gray
182. Dryopteris marginata (Wall. ex Christ) Christ
183. Dryopteris mauiensis C. Chr.
184. Dryopteris maxima (Baker) C. Chr.
185. Dryopteris maximowicziana (Miq.) C. Chr.
186. Dryopteris maximowiczii (Baker) Kuntze
187. Dryopteris maxonii Underw. & C. Chr.
188. Dryopteris mayebarae Tagawa
189. Dryopteris meghalaica Fraser-Jenk. & Gibby
190. Dryopteris melanocarpa Hayata
191. Dryopteris microlepis (Bak) C. Chr.
192. Dryopteris mindshelkensis Pavlov
193. Dryopteris monticola (Makino) C. Chr.
194. Dryopteris montigena Ching
195. Dryopteris munchii A. R. Sm.
196. Dryopteris namegatae (Kurata) Kurata
197. Dryopteris napoleonis (Bory) Kuntze
198. Dryopteris nidus (Baker) Zhang
199. Dryopteris nigropaleacea (Fraser-Jenk.) Fraser-Jenk.
200. Dryopteris nobilis Ching
201. Dryopteris nodosa (C. Presl) Li Bing Zhang
202. Dryopteris nubigena Maxon & C. V. Morton
203. Dryopteris nyingchiensis Ching
204. Dryopteris obtusiloba (Baker ex Hook. & Baker) Kuntze
205. Dryopteris occidentalis J. P. Roux
206. Dryopteris odontoloma (T. Moore) C. Chr.
207. Dryopteris oligodonta (Desv.) Pic. Serm.
208. Dryopteris oreades Fomin
209. Dryopteris otomasui Kurata
210. Dryopteris pacifica (Nakai) Tagawa
211. Dryopteris paleolata (Pic. Serm.) Li Bing Zhang
212. Dryopteris pallida (Bory) Maire & Petitm.
213. Dryopteris panda (C. B. Clarke) C. Chr.
214. Dryopteris papuae-novae-guineae Li Bing Zhang
215. Dryopteris papuana C. Chr.
216. Dryopteris paralunanensis S. G. Lu ex W. M. Chu
217. Dryopteris parrisiae Fraser-Jenk.
218. Dryopteris patula (Sw.) Underw.
219. Dryopteris paucisora Copel.
220. Dryopteris pauliae Fraser-Jenk.
221. Dryopteris peninsulae Kitag.
222. Dryopteris pentheri (Krasser) C. Chr.
223. Dryopteris peranema Li Bing Zhang
224. Dryopteris peranemiformis C. Chr.
225. Dryopteris permagna M. G. Price
226. Dryopteris podophylla (Hook.) Kuntze
227. Dryopteris poilanei Tardieu
228. Dryopteris polita Rosenst.
229. Dryopteris polylepis (Franch. & Sav.) C. Chr.
230. Dryopteris pontica (Fraser-Jenk.) Fraser-Jenk.
231. Dryopteris porosa Ching
232. Dryopteris protobissetiana K. Hori & N. Murak.
233. Dryopteris pseudocaenopteris (Kunze) Li Bing Zhang
234. Dryopteris pseudodisjuncta (Fraser-Jenk.)  Fraser-Jenk.
235. Dryopteris pseudofilix-mas (Fée) Rothm.
236. Dryopteris pseudolunanensis Tagawa
237. Dryopteris pseudoparasitica Alderw.
238. Dryopteris pseudosieboldii Hayata
239. Dryopteris pseudosparsa Ching
240. Dryopteris pulvinulifera (Bedd.) Kuntze
241. Dryopteris purpurascens (Blume) Christ
242. Dryopteris pycnopteroides (Christ) C. Chr.
243. Dryopteris raiateensis (J. W. Moore) Li Bing Zhang
244. Dryopteris ramosa (Hope) C. Chr.
245. Dryopteris rarissima Kurata
246. Dryopteris redactopinnata Basu & Panigrahi
247. Dryopteris reflexosquamata Hayata
248. Dryopteris remota (Döll) Druce
249. Dryopteris remotissima (Christ) Koidz.
250. Dryopteris renchangiana Z. Y. Zuo & D. Z. Li
251. Dryopteris rhomboideo-ovata H. Itô
252. Dryopteris rodolfii J. P. Roux
253. Dryopteris rossii C. Chr.
254. Dryopteris rosthornii (Diels) C. Chr.
255. Dryopteris rubiginosa (Brack.) Kuntze
256. Dryopteris rubrobrunnea W. M. Chu
257. Dryopteris ruwenzoriensis C. Chr. ex Fraser-Jenk.
258. Dryopteris ryo-itoana Kurata
259. Dryopteris sabaei (Franch. & Sav.) C. Chr.
260. Dryopteris sacrosancta Koidz.
261. Dryopteris saffordii C. Chr.
262. Dryopteris sandwicensis (Hook. & Arn.) C. Chr.
263. Dryopteris saxifraga H. Itô
264. Dryopteris scabrosa (Kunze) Kuntze
265. Dryopteris schimperiana (Hochst. ex A. Braun) C. Chr.
266. Dryopteris scottii (Bedd.) Ching
267. Dryopteris sericea C. Chr.
268. Dryopteris serratodentata (Bedd.) Hayata
269. Dryopteris setosa (Thunb. ex Murray) Akasawa
270. Dryopteris shiakeana H. Shang & Y. H. Yan
271. Dryopteris shibipedis Kurata
272. Dryopteris shikokiana (Makino) C. Chr.
273. Dryopteris shiroumensis Kurata & Nakam.
274. Dryopteris shorapanensis Askerov
275. Dryopteris sieboldii (T. Moore) Kuntze
276. Dryopteris sikkimensis (Bedd.) Kuntze
277. Dryopteris simasakii (H. Itô) Kurata
278. Dryopteris sinonepalensis Z. Y. Zhou & Fraser-Jenk.
279. Dryopteris sledgei Fraser-Jenk.
280. Dryopteris sordidipes Tagawa
281. Dryopteris sororia (Maxon) M. A. Mc Henry, Sundue & Barrington
282. Dryopteris sparsa (D. Don) Kuntze
283. Dryopteris speciosissima Copel.
284. Dryopteris sphaeropteroides (Baker) C. Chr.
285. Dryopteris splendens (Hook. ex Bedd.) Kuntze
286. Dryopteris squamiseta (Hook.) Kuntze
287. Dryopteris stanley-walkeri Fraser-Jenk.
288. Dryopteris stenolepis (Baker) C. Chr.
289. Dryopteris stewartii Fraser-Jenk.
290. Dryopteris subarborea (Baker) C. Chr.
291. Dryopteris subatrata Tagawa
292. Dryopteris subbipinnata W. H. Wagner & Hobdy
293. Dryopteris subcochleata Fraser-Jenk. & K. C.
294. Dryopteris subexaltata (Christ) C. Chr.
295. Dryopteris subhikonensis K. Hori & N. Murak.
296. Dryopteris subimpressa Loyal
297. Dryopteris sublacera Christ
298. Dryopteris submarginata Rosenst.
299. Dryopteris subpycnopteroides Ching ex Fraser-Jenk.
300. Dryopteris subreflexipinna Ogata
301. Dryopteris subtriangularis (Hope) C. Chr.
302. Dryopteris subtsushimensis K. Hori & N. Murak.
303. Dryopteris sukungiana Z. Y. Zuo
304. Dryopteris sweetiorum Lorence & W. L. Wagner
305. Dryopteris tahmingensis Ching
306. Dryopteris takeuchiana Koidz.
307. Dryopteris tenuicula Matthew & Christ
308. Dryopteris tenuipes (Rosenst.) Seriz.
309. Dryopteris tetrapinnata W. H. Wagner & Hobdy
310. Dryopteris tetsu-yamanakae Kurata
311. Dryopteris tingiensis Ching & S. K. Wu ex Fraser-Jenk.
312. Dryopteris tokyoensis (Matsum.) C. Chr.
313. Dryopteris tonompokensis C. Chr.
314. Dryopteris toyamae Tagawa
315. Dryopteris transmorrisonense (Hayata) Hayata
316. Dryopteris tricellularis J. P. Roux
317. Dryopteris tsoongii Ching
318. Dryopteris tsugiwoi Kurata
319. Dryopteris tsushimensis K. Hori & N. Murak.
320. Dryopteris tsutsuiana Kurata
321. Dryopteris tyrrhena Fraser-Jenk. & Reichst.
322. Dryopteris unidentata (Hook. & Arn.) C. Chr.
323. Dryopteris uniformis (Makino) Makino
324. Dryopteris varia (L.) Kuntze
325. Dryopteris vescoi (Drake) C. Chr.
326. Dryopteris vidyae Fraser-Jenk.
327. Dryopteris villarii (Bellardi) Woyn. ex Schinz & Thell.
328. Dryopteris wallichiana (Spreng.) Hyl.
329. Dryopteris wardii (Baker) Kuntze
330. Dryopteris wattsii Mc Keown, Sundue & Barrington
331. Dryopteris whangshanensis Ching
332. Dryopteris wideniana Fraser-Jenk.
333. Dryopteris woodsiisora Hayata
334. Dryopteris wulingshanensis J. P. Shu, Y. H. Yan & R. J. Wang
335. Dryopteris wuyishanica Ching & P. S. Chiu
336. Dryopteris wuzhaohongii Li Bing Zhang
337. Dryopteris xanthomelas (Christ) C. Chr.
338. Dryopteris xunwuensis Ching & K. H. Shing
339. Dryopteris yongdeensis W. M. Chu ex S. G. Lu
340. Dryopteris yoroii Seriz.
341. Dryopteris zayuensis Ching & S. K. Wu
342. Dryopteris × alejandrei Pérez Carro & Fern. Areces
343. Dryopteris × algonquinensis D. M. Britton
344. Dryopteris × alpirsbachensis Freigang, Zenner, Bujnoch, S. Jess. & Magauer
345. Dryopteris × ambroseae Fraser-Jenk. & Jermy
346. Dryopteris × apuana Gibby, S. Jess. & Marchetti
347. Dryopteris × arecesiae Pérez Carro & T. E. Díaz
348. Dryopteris × asturiensis Fraser-Jenk. & Gibby
349. Dryopteris × australis (Wherry) Small
350. Dryopteris × benedictii (Farw.) Wherry
351. Dryopteris × boottii (Tuck.) Underw.
352. Dryopteris × brathaica Fraser-Jenk. & Reichst.
353. Dryopteris × burgessii Boivin
354. Dryopteris × cantabrica Alejandre, Pérez Carro & Fern. Areces
355. Dryopteris × cedroensis Gibby & Widén
356. Dryopteris × complanata Fraser-Jenk.
357. Dryopteris × complexa Fraser-Jenk.
358. Dryopteris × convoluta Fraser-Jenk.
359. Dryopteris × correllii W. H. Wagner
360. Dryopteris × critica (Fraser-Jenk.) Fraser-Jenk.
361. Dryopteris × deweveri (Jansen) Jansen & Wacht.
362. Dryopteris × doeppii Rothm.
363. Dryopteris × doluchanovii Askerov
364. Dryopteris × dowellii (Farw.) Wherry
365. Dryopteris × euxinensis Fraser-Jenk. & Corley
366. Dryopteris × fraser-jenkinsii Gibby & Widén
367. Dryopteris × fujipedis Kurata
368. Dryopteris × furadensis Bennert, Rasbach, K. Rasbach & Viane
369. Dryopteris × ghatakii Fraser-Jenk.
370. Dryopteris × gomerica Gibby & Widén
371. Dryopteris × gotenbaensis Nakaike
372. Dryopteris × graeca Fraser-Jenk. & Gibby
373. Dryopteris × haganecola Kurata
374. Dryopteris × hakonecola Kurata
375. Dryopteris × hisatsuana Kurata
376. Dryopteris × holttumii Li Bing Zhang
377. Dryopteris × initialis Fraser-Jenk. & Corley
378. Dryopteris × kouzaii Akasawa
379. Dryopteris × laschii E. Walter
380. Dryopteris × leedsii Wherry
381. Dryopteris × liddarensis Fraser-Jenk.
382. Dryopteris × litardierei Rothm.
383. Dryopteris × loyalii Fraser-Jenk.
384. Dryopteris × lunensis Gibby, S. Jess. & Marchetti
385. Dryopteris × macdonellii Fraser-Jenk.
386. Dryopteris × madalenae Fraser-Jenk.
387. Dryopteris × mantoniae Fraser-Jenk. & Corley
388. Dryopteris × martinsiae Fraser-Jenk.
389. Dryopteris × mickelii J. H. Peck
390. Dryopteris × mituii Seriz.
391. Dryopteris × miyazakiensis Miyam.
392. Dryopteris × montgomeryi Fraser-Jenk. & Widén
393. Dryopteris × neowherryi W. H. Wagner
394. Dryopteris × orexpansa Pérez Carro & Fern. Areces
395. Dryopteris × picoensis Fraser-Jenk. & Gibby
396. Dryopteris × pittsfordensis Sloss.
397. Dryopteris × pseudoabbreviata Jermy
398. Dryopteris × pseudocommixta Kurata
399. Dryopteris × pseudohangchowensis Miyam.
400. Dryopteris × pteridiiformis Christ
401. Dryopteris × ronald-vianensis Pérez Carro & Fern. Areces
402. Dryopteris × sardoa Fraser-Jenk. & Reichst.
403. Dryopteris × sarvelae Fraser-Jenk. & Jermy
404. Dryopteris × satsumana Kurata
405. Dryopteris × saxifragi-varia Nakai
406. Dryopteris × schorapanensis Askerov
407. Dryopteris × separabilis Small
408. Dryopteris × shibisanensis Kurata
409. Dryopteris × sjoegrenii Fraser-Jenk.
410. Dryopteris × slossoniae (Davenp.) Wherry ex Lellinger
411. Dryopteris × subaustriaca Rothm.
412. Dryopteris × sugino-takaoi Kurata
413. Dryopteris × takachihoensis Miyam.
414. Dryopteris × telesii Fraser-Jenk.
415. Dryopteris × tokudai Sugim.
416. Dryopteris × triploidea Wherry
417. Dryopteris × uliginosa (A. Braun ex Döll) Kuntze ex Druce
418. Dryopteris × uralensis Gureeva & Moczalov
419. Dryopteris × vidae Fraser-Jenk. & Gibby
420. Dryopteris × watanabei Kurata
421. Dryopteris × wechteriana Fraser-Jenk.
422. Dryopteris × woynarii Rothm.
423. Dryopteris × yamashitae Kurata
424. Dryopteris × yuyamae Kurata
425. Dryopteris × zygoparentalis Fraser-Jenk.

## Vanjske poveznice
|  | Zajednički poslužitelj ima još gradiva o temi Dryopteris |
|  | Wikivrste imaju podatke o taksonu Dryopteris             |